# استرک‌فونتین
غارهای استرک‌فونتَین (به آفریکانس: Sterkfonteingrotte) (به معنی چشمهٔ قوی) مجموعه‌ای از غارهای آهکی است که مورد توجه ویژهٔ دیرینه-انسان‌شناسی قرار دارد. این مجموعه در استان خاوتنگ و در حدود ۴۰ کیلومتری شمال غرب ژوهانسبورگ آفریقای جنوبی و در منطقهٔ مولدرزدریفت نزدیک به شهر از کروگرزدورپ واقع شده‌ است. سایت‌های باستان‌شناسی سوارتکرانز (در آفریکانس صخرهٔ سیاه) و کروم‌درای (نبش فریب‌کار) هم در همین منطقه‌اند.
استرک‌فونتین یک میراث ملی آفریقای جنوبی است و همچنین در سال ۲۰۰۰ اعلام شد که استرک‌فونتین در فهرست میراث جهانی هم قرار گرفته و منطقه‌ای که این مجموعه در آن واقع شده از سوی یونسکو گهواره نوع بشر خوانده شده‌است. مجموعهٔ غارهای استرک‌فونتین زیستگاه شمار بزرگی از گونه‌های وحشی آفریقایی از جمله، (Belonogaster petiolatr petiolata) یک گونهٔ ویژهٔ زنبور که حضور گسترده‌ای از لانه‌های آن در آن غارها وجود دارد. تعداد زیادی از باقی‌مانده‌های بشری انسان‌های اولیه در چند دههٔ گذشته در این سایت پیدا شده‌است. این باقی‌مانده‌ها به جنوبی‌کپی (استرالوپیتکوس)، انسان اولیه و پرامردم (پارانتروپوس) نسبت داده شده‌است.